# Loggia degli Osii
A Loggia degli Ossi a milánói Piazza Mercati egyik legszebb építménye, a Palazzo della Ragione mellett áll.

## Leírása

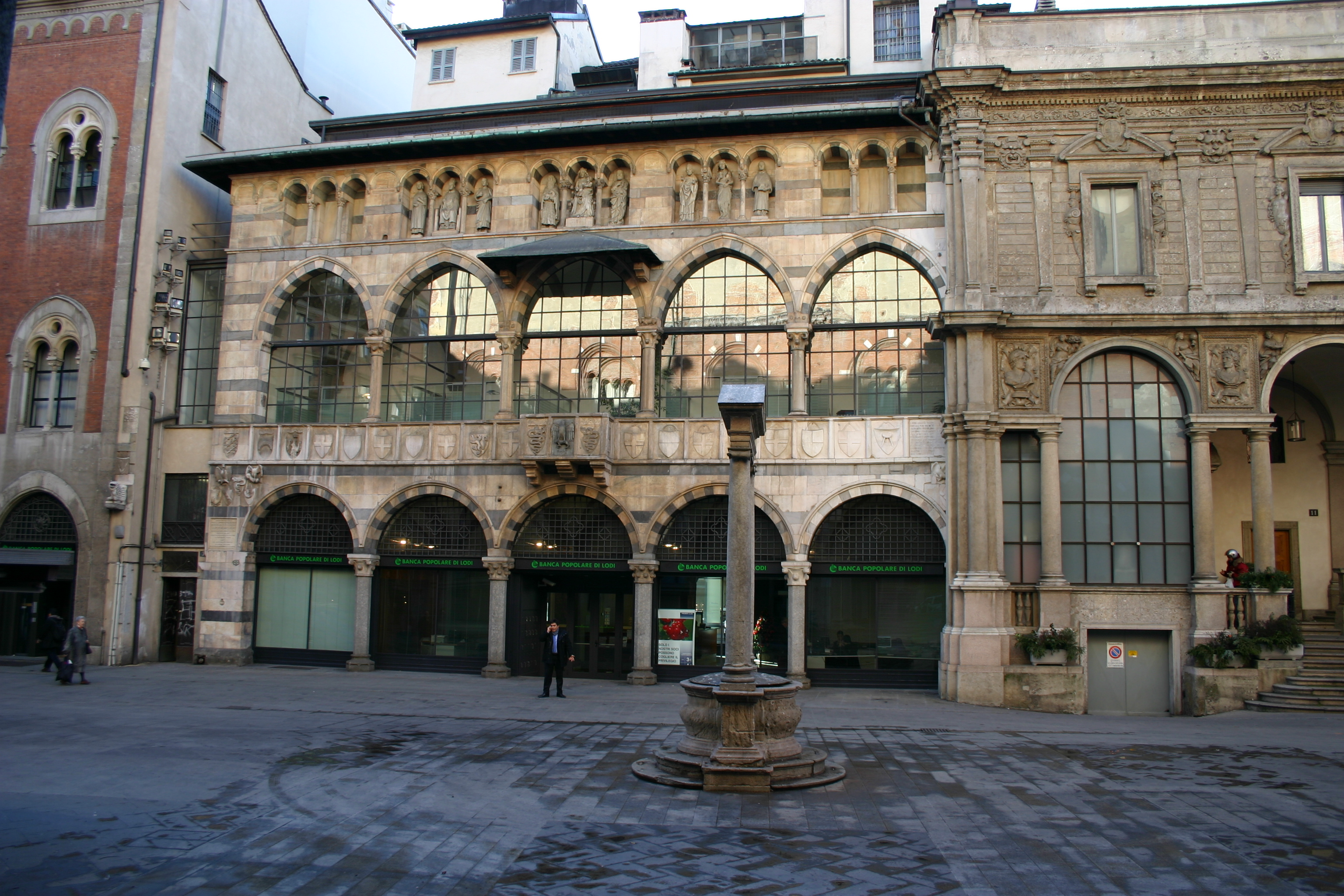
A Loggia degli Ossi előtte a díszkúttal

1316-ban épült Matteo Visconti parancsára  Építésze a san gimmignanói származású Scoto volt. A fekete-fehér márvány épület többször esett át kisebb-nagyobb átalakításon, főként a 17. és a 18. században és legutóbb 1904-ben, de eredeti jellegét mindvégig megőrizte. Az épület két egymás fölött elhelyezkedő loggiasorból áll, közöttük a  közöttük, a középen levő erkély két oldalán, az első emelet párkányába a milánói városnegyedek, valamint a Visconti család fehérmárvány címereit vésték. Az alacsony második emelet hármas ablakai közötti falfülkékben Mária és a szentek szobrai, egy 14. századi mester alkotásai láthatók. A loggia előtt díszkút áll, a 16. század második feléből.